# 백자 동묘치성병 명병
백자 동묘치성병 명병(白磁‘東廟致誠甁’銘甁)은 관우에게 제사 지내는 사당인 보물 제142호 동묘(東廟)에서 치성(致誠)을 드릴 때 사용하던 백자 병이다. 2010년 10월 7일 서울특별시의 유형문화재 제312호로 지정되었다.
이 백자 병은 목이 길고, 무게 중심이 하단으로 쳐져 있어 전체적으로 안정감을 준다. 구연부(口緣部 : 입구 부분)는 살짝 밖으로 말려 있고, 푸른색을 띠는 유약을 전체적으로 발랐다.
몸체 상단부에 돋을새김으로 된 ‘東廟致誠甁 庚辰三月日(동묘치성병 경신삼월일)’이라는 한자 명문이 있다. 기형과 제작기법을 고려했을 때 이 백자가 제작된 연대를 표현해주는 경신년은 1820년(순조 20) 또는 1880년(고종 17)으로 추정된다.
굽은 수직굽이고 굽바닥 전체에 걸쳐 유약을 발랐다. 그러나 접지면(接地面)은 유약을 닦아낸 후 가는 모래를 받쳐 구웠다.
이 유물은 명문에 의해 서울시의 역사와 직접적으로 관련이 있는 동묘에서 치성을 드릴 때 사용하던 병인 점을 알 수 있어 사료로서의 가치를 가질 뿐만 아니라 백자로서 완성도가 높고 보존상태고 양호하여 19세기 백자 연구에도 좋은 자료가 되므로 서울특별시 유형문화재로 지정되었다.

## 같이 보기
- 서울 동관왕묘 - 대한민국의 보물 제142호

## 참고 자료
- 백자 동묘치성병 명병 - 국가유산청 국가유산포털